# Digitalosa
La Digitalosa es un desoxiazúcar que es un componente de varios glucósidos cardíacos incluyendo a la tevetina y emicimarina.  Fue reportada por primera vez en 1892 cuando fue obtenida por la hidrólisis de Digtalinum verum.  La estructura química fue dilucidada por primera vez en 1943 por el químico alemán Otto Schmidt.  Químicamente es un metil éter de D-fucosa.